# Tetramorium nazgul
Espèce
Tetramorium nazgul est une espèce de fourmis endémique de Madagascar. 

## Description
Tetramorium nazgul se caractérise par de longues épines thoraciques ainsi que par des poils relativement longs sur tout le corps. 
Le corps est de couleur foncé et les pattes sont de couleur plus claire.

## Répartition et mode de vie
On retrouve principalement Tetramorium nazgul dans les litières forestières des forêts décidues sèches de Madagascar, à une altitude située environ entre 700 et 1100 mètres. 
C'est une espèce endémique de Madagascar et elle est retrouvée principalement vers Analalava, Ambohijanahary et au parc national de Zombitse-Vohibasia.

## Étymologie
Son nom spécifique, nazgul, fait référence aux Nazgûl, personnages issus de l'univers créé par J. R. R. Tolkien, présents notamment dans Le Seigneur des anneaux et ses adaptations cinématographiques.

## Galerie

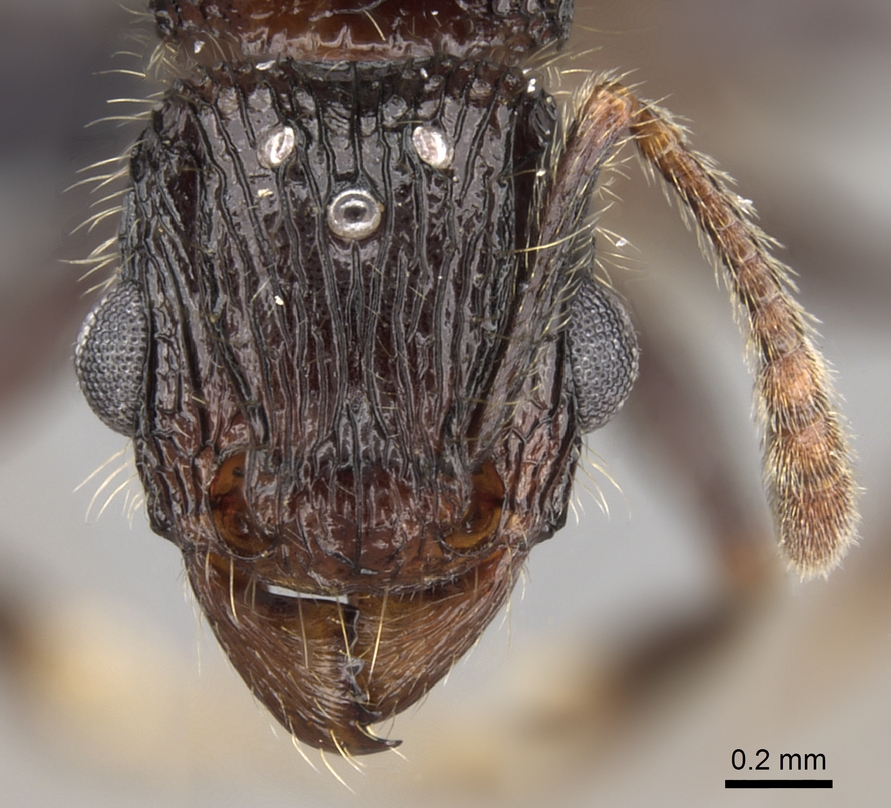
Gros plan de la tête de Tetramorium nazgul.
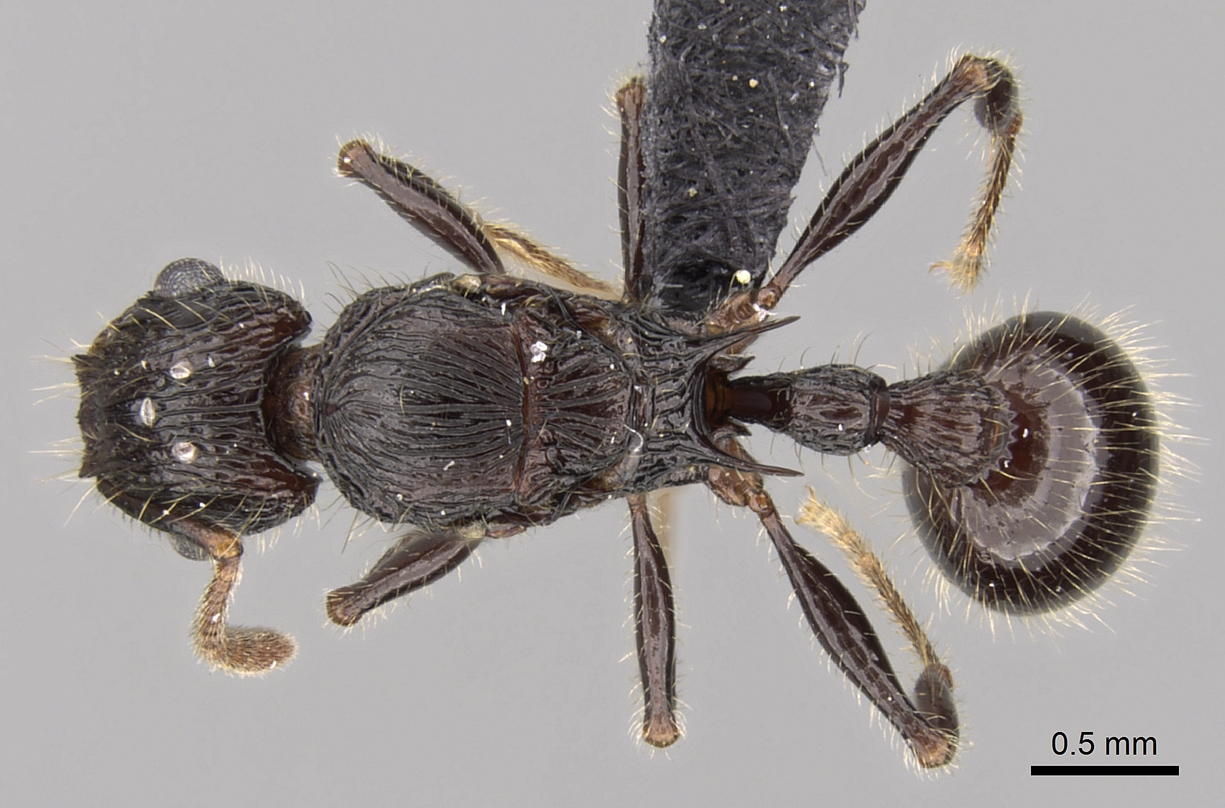
Vue supérieure du Tetramorium nazgul.

## Publication originale
- (en) Francisco Hita Garcia et Brian L. Fisher, « The ant genus Tetramorium Mayr (Hymenoptera: Formicidae) in the Malagasy region—taxonomy of the T. bessonii, T. bonibony, T. dysalum, T. marginatum, T. tsingy, and T. weitzeckeri species groups », Zootaxa, Magnolia Press (d), vol. 3365, no 1,‎ 4 juillet 2012, p. 1-85 (ISSN 1175-5334 et 1175-5326, OCLC 49030618, DOI 10.11646/ZOOTAXA.3365.1.1, lire en ligne).